# Un pas în urma serafimilor
Un pas în urma serafimilor este un film românesc din 2017 regizat de Daniel Sandu. Rolurile principale au fost interpretate de actorii Ștefan Iancu, Vlad Ivanov, Cristian Bota.

## Distribuție
Distribuția filmului este alcătuită din:
- Valer Dellakeza — Preotul văduv
- Ali Amir
- Radu Botar
- Cristian Bota — Voinea
- Vlad Ivanov — Părintele Ivan
- Ștefan Mihai
- Marian Popescu
- Niko Becker
- Ilie Dumitrescu Jr
- Ștefan Iancu — Gabriel
- Andrei Ciopec — Patron de club
- Alfred Wegeman